# Stazione di Worms Centrale
La stazione di Worms Centrale (in tedesco Worms Hbf) è la principale stazione ferroviaria della città tedesca di Worms.